# Uppehållsrätt
Uppehållsrätt är en rättighet inom Europeiska unionen som unionsmedborgare och deras familjemedlemmar åtnjuter i form av att kunna uppehålla sig utan uppehållstillstånd i unionens medlemsstater, i vilka de själva inte är medborgare. Tillsammans med rätten till in- och utresa mellan medlemsstaterna utgör uppehållsrätten en viktig del av rörlighetsdirektivets bestämmelser om den fria rörligheten för personer, en grundläggande rättighet enligt stadgan om de grundläggande rättigheterna. Enligt direktivet har unionsmedborgare och deras familjemedlemmar uppehållsrätt vid uppehåll som varar i högst tre månader, utan några andra krav än innehav av en giltig resehandling. Även vid uppehåll som varar i mer än tre månader föreligger uppehållsrätt, under förutsättning att unionsmedborgaren är anställd eller egenföretagare, student eller har tillräckliga tillgångar för sig själv och sin familj för att inte bli en belastning för den mottagande medlemsstatens sociala biståndssystem under vistelsen.
Personer med uppehållsrätt behöver inte ansöka om uppehålls- eller arbetstillstånd för att till exempel ta anställning eller studera. Vid uppehåll i mer än tre månader måste dock familjemedlemmar, som inte själva är unionsmedborgare, ansöka om ett uppehållskort. Uppehållsrätten ger personen i fråga rätt att vistas inom en medlemsstats hela territorium. Den territoriella räckvidden får begränsas endast i den mån den även har begränsats för de egna medborgarna.
Genom EES-avtalet omfattar uppehållsrätten även Island, Liechtenstein och Norge och medborgare från dessa länder; i detta sammanhang är dessa länder och deras medborgare därför likvärdiga med unionens medlemsstater respektive unionsmedborgare. Fram till den 1 januari 2021 omfattades även Storbritannien och brittiska medborgare i enlighet med avtalet om Storbritanniens utträde ur Europeiska unionen. Personer som miste sin uppehållsrätt på grund av det brittiska utträdet kan i vissa fall omfattas av liknande bestämmelser om uppehållsstatus istället.

## Personer med uppehållsrätt
Personer som under vissa omständigheter åtnjuter uppehållsrätt innefattar dels unionsmedborgare, dels tredjelandsmedborgare som är familjemedlemmar till en unionsmedborgare.

### Familjemedlemmar
Familjemedlemmar till en unionsmedborgare åtnjuter, under vissa omständigheter, uppehållsrätt, även om de själva inte är unionsmedborgare. Med familjemedlem menas, enligt rörlighetsdirektivet, följande anhöriga:
- make eller maka till unionsmedborgaren,
- registrerad partner till unionsmedborgaren, om den mottagande medlemsstaten erkänner registrerat partnerskap som ett likvärdigt parförhållande till äktenskap,
- släktingar i rakt nedstigande led till unionsmedborgaren, eller till make, maka eller registrerad partner enligt ovan, som är under 21 år eller är beroende för sin försörjning, och
- underhållsberättigade släktingar i rakt uppstigande led till unionsmedborgaren, eller till make, maka eller registrerad partner enligt ovan.

EU-domstolen fastställde i en dom i juni 2018 att den fria rörligheten omfattar make eller maka i samkönade äktenskap, även i de fall då den mottagande medlemsstaten inte erkänner sådana äktenskap.
Missbruk av uppehållsrätten genom till exempel skenäktenskap är inte tillåtet enligt rörlighetsdirektivet.

## Uppehållsrätt i högst tre månader
Enligt rörlighetsdirektivet har unionsmedborgare rätt att uppehålla sig i upp till tre månader i en annan medlemsstat än den där han eller hon är medborgare, utan några andra krav än innehav av en giltig resehandling (pass eller nationellt identitetskort). Familjemedlemmar, som inte själva är unionsmedborgare, har rätt att uppehålla sig i samma medlemsstat om de innehar ett giltigt pass.
Medlemsstaterna har möjlighet att kräva att unionsmedborgare och deras familjemedlemmar anmäler sin närvaro inom deras territorium inom ”rimlig och icke-diskriminerande tid”. För personer som bor på hotell görs detta normalt av hotellet. Om en person underlåter att uppfylla ett sådant krav, kan han eller hon åläggas ”proportionerliga och icke-diskriminerande sanktioner”, till exempel böter, men däremot inte utvisning.
Uppehållsrätten kan gå förlorad endast om en unionsmedborgare och dennes eventuella familjemedlemmar utgör en belastning för den mottagande medlemsstatens sociala biståndssystem och unionsmedborgaren varken är anställd, egenföretagare eller arbetssökande i medlemsstaten. I så fall kan de bli utvisade, dock först efter att en helhetsbedömning har gjorts av den belastning som personerna skulle utgöra för hela det nationella sociala biståndssystemet mot bakgrund av de enskilda omständigheterna i de berördas situation.

## Uppehållsrätt i mer än tre månader
Under vissa villkor har unionsmedborgare även rätt att uppehålla sig mer än tre månader i en annan medlemsstat än den där han eller hon är medborgare. Detta gäller om personen
- är anställd eller egenföretagare i den mottagande medlemsstaten,
- har tillräckliga tillgångar för sig själv och sin familj för att inte bli en belastning för den mottagande medlemsstatens sociala biståndssystem under vistelsen, samt har en heltäckande sjukförsäkring som gäller i den mottagande medlemsstaten, eller
- bedriver studier eller genomgår en yrkesutbildning vid en erkänd institution, samt har en heltäckande sjukförsäkring som gäller i den mottagande medlemsstaten och avger en förklaring eller motsvarande om att han eller hon har tillräckliga tillgångar för sig själv och sin familj för att inte bli en belastning för den mottagande medlemsstatens sociala biståndssystem under vistelsen.

Därutöver åtnjuter en arbetssökande uppehållsrätt i upp till sex månader under förutsättning att han eller hon har en verklig möjlighet att få en anställning. Arbetstagare är i detta sammanhang ett vitt begrepp som bland annat innefattar personer som deltidsarbetar och samtidigt studerar.
Familjemedlemmar till ovanstående unionsmedborgare har rätt att uppehålla sig i samma medlemsstat under samma tid oavsett om de själva är unionsmedborgare eller inte. De har även rätt att ta anställning eller inleda verksamhet som egenföretagare. För studenter som åtnjuter uppehållsrätt enligt den tredje punkten ovan innefattar familjemedlem i detta fall dock inte underhållsberättigade släktingar i rakt uppstigande led.
Om en unionsmedborgare upphör att vara anställd eller egenföretagare behåller personen i fråga ändå sin status som anställd eller egenföretagare om han eller hon
- har drabbats av tillfällig arbetsoförmåga på grund av sjukdom eller olycksfall,
- har drabbats av ofrivillig arbetslöshet efter mer än ett års anställning och har anmält sig som arbetssökande vid en behörig arbetsförmedling, eller
- inleder en yrkesutbildning.

Även personer som blir arbetslösa inom tolv månader har rätt att behålla sin status som arbetstagare i ytterligare minst sex månader. Familjemedlemmar som åtnjuter uppehållsrätt genom en unionsmedborgare kan, under vissa villkor, bibehålla sin uppehållsrätt efter skilsmässa eller om unionsmedborgaren i fråga avlider eller lämnar medlemsstaten.
Medlemsstaterna har möjlighet att kräva att personer som uppehåller sig längre än tre månader registrerar sig hos ansvariga myndigheter. Utöver giltig resehandling får myndigheterna endast kräva att personen uppvisar de handlingar som styrker att han eller hon åtnjuter uppehållsrätt, till exempel ett anställningsavtal. De ansvariga myndigheterna ska enligt rörlighetsdirektivet utfärda ett bevis om registrering. Motsvarande bestämmelser gäller för familjemedlemmar som är unionsmedborgare. Andra familjemedlemmar måste ansöka om uppehållskort.
Uppehållsrätten kan gå förlorad endast om en unionsmedborgare och dennes eventuella familjemedlemmar inte längre uppfyller villkoren för uppehållsrätt, till exempel genom att utgöra en belastning för den mottagande medlemsstatens sociala biståndssystem och utan att unionsmedborgaren är anställd, egenföretagare eller arbetssökande i medlemsstaten i fråga. I så fall kan de bli utvisade, dock först efter att en helhetsbedömning har gjorts av den belastning som personerna skulle utgöra för hela det nationella sociala biståndssystemet mot bakgrund av de enskilda omständigheterna i de berördas situation.

## Permanent uppehållsrätt
Enligt rörlighetsdirektivet erhåller unionsmedborgare och deras familjemedlemmar permanent uppehållsrätt efter att ha uppehållit sig lagligt i en medlemsstat under minst fem år. Under denna period får personen i fråga ha lämnat medlemsstaten under kortare perioder, som inte får överstiga sex månader per år mer än i undantagsfall (till exempel vid graviditet eller allvarlig sjukdom). En person kan erhålla permanent uppehållsrätt redan innan fem år har förlöpt om personen i fråga
- har varit anställd eller egenföretagare, men går i pension,
- har varit anställd eller egenföretagare i den mottagande medlemsstaten i minst två år, men har slutat arbeta till följd av permanent arbetsoförmåga, eller
- har varit anställd eller egenföretagare i den mottagande medlemsstaten i minst tre år, men har blivit anställd eller egenföretagare i en annan medlemsstat, dock med bibehållen bostad i den mottagande medlemsstaten.

Unionsmedborgare och tredjelandsmedborgare som åtnjuter permanent uppehållsrätt har rätt att erhålla ett intyg om permanent uppehållsrätt respektive ett permanent uppehållskort.
Permanent uppehållsrätt innebär en ovillkorlig rätt att uppehålla sig i den mottagande medlemsstaten. En person med permanent uppehållsrätt behöver framför allt inte uppfylla de krav för uppehållsrätt som normalt gäller för uppehåll i mer än tre månader. Permanent uppehållsrätt kan i regel endast gå förlorad efter frånvaro i medlemsstaten i fråga i mer än två på varandra följande år. En person med permanent uppehållsrätt får utvisas endast om personen i fråga utgör ett allvarligt hot mot allmän ordning eller allmän säkerhet. En unionsmedborgare som har uppehållit sig i en medlemsstat i minst tio år får endast utvisas av tvingande hänsyn till allmän säkerhet. Perioder under vilken en person sitter i fängelse kan i regel varken tillgodoräknas när permanent uppehållsrätt fastställs eller när tioårsperioden för skydd mot utvisning beräknas.